# София Альбертина Эрбах-Эрбахская
София Альбертина Эрбах-Эрбахская (нем. Sophia Albertine von Erbach-Erbach; 30 июля 1683, Эрбах — 4 сентября 1742, Айсфельд) — супруга герцога Эрнста Фридриха I Саксен-Гильдбурггаузенского. В 1724—1728 годах была регентом Саксен-Гильдбурггаузена.

## Биография
София Альбертина была младшей дочерью графа Георга Людвига I Эрбах-Эрбахского (1643—1693), имперского полководца, и его жены графини Амалии Катарины Вальдек-Айзенбергской (1640—1697). Она вышла замуж 4 февраля 1704 года в Эрбахе за герцога Эрнста Фридриха I Саксен-Гильдбурггаузенского. София Альбертина одна воспитывала своих детей, так как её муж был полностью занят своей военной карьерой за пределами страны.
После смерти мужа в 1724 году София Альбертина стала опекуншей своего несовершеннолетнего сына Эрнста Фридриха II Саксен-Гильдбурггаузенского. Она прибегла к экономии, чтобы смягчить долговое бремя в стране. Большая часть двора и дорогостоящей армии была распущена. Ей удалось снизить процент налогов с 16 до 8. В целях получения наличных денег была распродана герцогская библиотека.
Продажа города Шалькау герцогству Саксен-Мейнинген в 1723 году её мужем, когда он нуждался в деньгах, была признана незаконной. Под влиянием принца Иосифа Фридриха Саксен-Гильдбурггаузенского, который в то время находился в Гильдбургхаузене, София Альбертина объявила войну герцогству Саксен-Мейнинген, и 11 июля 1724 года оккупировала город Шалькау. После пожара в Хильдбургхаузене в 1725 году она сыграла важную роль в поддержке пострадавших.
После того, как её сын взял на себя бразды правления, София Альбертина вернулась в свои вдовьи владения в Айсфельде. В главном зале во дворце Хильдбургхаузена на паркетном полу была выложена звезда, в центре которой находились инициалы герцогини — «SA».

## Семья
У Софии Альбертины и Эрнста Фридриха родилось 14 детей:
- Эрнст Людвиг Голландинус (24 ноября 1704, Хильдбургхаузен — 26 ноября 1704, Хильдбургхаузен).
- София Амалия Елизавета (5 октября 1705, Хильдбургхаузен — 28 февраля 1708, Хильдбургхаузен).
- Эрнст Людвиг (6 февраля 1707, Хильдбургхаузен — 17 апреля 1707, Хильдбургхаузен).
- Эрнст Фридрих II (1707—1745), женат на Каролине Эрбах-Фюрстенауской (1700—1758)
- Фридрих Август (8 мая 1709, Хильдбургхаузен — 1710, Хильдбургхаузен).
- Людвиг Фридрих (11 сентября 1710, Хильдбургхаузен — 10 июня 1759, Нимвеген) ∞ 4 мая 1749 принцесса Кристина Луиза Шлезвиг-Гольштейн-Зондербург-Плёнская. Этот брак был бездетным.
- Мертворожденный сын (2 августа 1711, Хильдбургхаузен).
- Мертворожденный сын (24 августа 1712, Хильдбургхаузен).
- Елизавета Альбертина (1713—1761), замужем за Карлом Мекленбург-Стрелицким, принцем Мировским.
- Эмануэль Фридрих Карл (26 марта 1715, Хильдбургхаузен — 29 июня 1718, Хильдбургхаузен).
- Елизавета София (13 сентября 1717, Хильдбургхаузен — 14 октября 1717, Хильдбургхаузен).
- Мертворожденный сын (17 марта 1719, Хильдбургхаузен).
- Георг Фридрих Вильгельм (15 июля 1720, Хильдбургхаузен — 10 апреля 1721, Хильдбургхаузен).
- Мертворожденный сын (15 декабря 1721, Хильдбургхаузен).